# Nuttallidinae
Nuttallidinae es una subfamilia de foraminíferos bentónicos de la familia Epistomariidae, de la superfamilia Asterigerinoidea, del suborden Rotaliina y del orden Rotaliida. Su rango cronoestratigráfico abarca desde el Santoniense (Cretácico superior) hasta la Actualidad.

## Clasificación
Nuttallidinae incluye a los siguientes géneros:
- Nuttallides †
- Nuttallinella †

Otro género considerado en Nuttallidinae es:
- Nuttallina †, sustituido por Nuttallinella